# بارنزویل (مینه‌سوتا)
بارنزویل، مینه‌سوتا (به انگلیسی: Barnesville, Minnesota) یک شهر در ایالات متحده آمریکا است که در مینه‌سوتا واقع شده‌است.

## خصوصیات
بارنزویل ۵٫۷۵ کیلومترمربع مساحت و ۲٬۵۶۳ نفر جمعیت دارد و ۳۱۲ متر بالاتر از سطح دریا واقع شده‌است.